# Петерс Яків Христофорович
Я́ків Христофо́рович Пе́терс (3 грудня 1886, Брінкенська волость Газенпотського повіту Курляндської губернії, тепер Латвія — розстріляний 25 квітня 1938, місто Москва) — професійний революціонер, один з творців і перших керівників ВЧК. Член Центральної контрольної комісії ВКП(б) у 1923—1934 роках. Член Комісії партійного контролю при ЦК ВКП(б) у 1934—1937 роках.

## Ранні роки
Народився 21 листопада (3 грудня) 1886 року в родині багатого селянина, але в анкетах писав «з родини батрака». Закінчив два класи міністерського училища в Брінкенській волості Курляндської губернії. З 1896 по 1901 рік працював пастухом у Брінкенській волості. У 1901—1904 роках — наймит у маєтку в Курляндській губернії.
У 1904 році переїхав в Лібаву, де у травні 1904 року вступив в Латвійську соціал-демократичну робітничу партію. Член РСДРП(б) з 1906 року.
З 1904 по 1907 рік працював робітником порту в Лібаві, з 1907 по 1908 рік був робітником Ризького порту та Ризького олійного заводу. Під час російської революції 1905—1907, згідно з анкетою, вів агітацію серед селян і батраків. У березні 1907 був заарештований, до листопада 1908 року перебував у в'язницях Риги та Лібави. Звинувачувався в замаху на життя директора заводу під час страйку, але був у листопаді 1908 року виправданий Ризьким військовим судом.
У листопаді 1908 — квітні 1909 року — робітник лісорозробок в Курляндській губернії.
З квітня 1909 по квітень 1917 року — на еміграції в місті Гамбурзі (Німеччина) та Лондоні (Велика Британія) (з 1910 року), був членом Лондонської групи Соціал-демократії Латиського краю (СДЛК), Британської соціалістичної партії і латиського Комуністичного клубу.
23 грудня 1910 року заарештований лондонською поліцією за підозрою в причетності до вбивства поліцейських під час спроби пограбування в Хаундсдітч вночі 16—17 грудня 1910 року. Яків Петерс провів 5 місяців у Лондонській в'язниці, після чого в травні 1911 був виправданий судом через брак доказів.
Одружився з дочкою британського банкіра Мейзі Фрімен. У 1914 році народилася дочка Петерса, Мей. Перед Лютневою революцією 1917 року Яків Петерс працював керівником відділу імпорту великої англійської торгівельної компанії. У квітні 1917 року повернувся в Росію.
У травні — жовтні 1917 року — пропагандист ЦК Латиської СДРП серед військових частин на Північному фронті в місті Ризі, представник Латиської СДРП при ЦК РСДРП(б). З серпня по жовтень 1917 року — член військово-революційного комітету 12-ї російської армії.
Після зайняття німцями Риги в 1917 році, залишив місто і відступаючи разом з російськими військами, зупинився у Вольмарі, де працював одним з редакторів газети «Циня». Був посланий як представник від селян Ліфляндської губернії на Демократичну нараду, скликану Керенським.
У жовтневі дні 1917 року — член Петроградського військово-революційного комітету, делегат 2-го Всеросійського з'їзду Рад, член ВЦВК. Готував військові частини для Жовтневого перевороту.
З 8(21) грудня 1917 року — помічник голови, скарбник та член колегії Всеросійської надзвичайної комісії (ВЧК) при РНК Російської Радянської Республіки.
22 серпня 1918 — 27 березня 1919 року — заступник голови ВЧК при РНК РРФСР. 7 липня — 22 серпня 1918 року — т.в.о. голови ВЧК при РНК РРФСР.
Керував ліквідацією «Союзу захисту батьківщини і свободи» Б. Савінкова в Москві і Казані. Брав участь в розкритті змови Локкарта, керував ліквідацією лівоесерівського заколоту 1918 року. Практикував масові арешти і «добував» свідчення побоями. Вів слідство по справі Фанні Каплан, що звинувачувалася в замаху на Леніна, причетний до приховання обставин цієї справи. У січні 1919 Яків Петерс ухвалив смертний вирок членам царської родини.
26 грудня 1918 — 12 червня 1919 року — голова Московського міського революційного трибуналу.
З травня 1919 року — надзвичайний комісар міста Петрограда, член Особливого комітету з проведення воєнного стану на залізницях, комендант Петроградського укріпленого району. Разом із Сталіном керував подавленням заколоту на форті «Червона Гірка». 
З серпня 1919 року — комендант Київського укріпленого району і начальник Київського гарнізону.
З жовтня 1919 року — член Військової ради Тульського укріпленого району.
З січня 1920 — повноважний представник ВЧК при РНК РРФСР на Північному Кавказі.
У серпні 1920 — 6 лютого 1922 року — повноважний представник ВЧК при РНК РРФСР по Туркестану, член Туркестанського бюро ЦК РКП(б) у місті Ташкенті. Керував операціями проти антибільшовицьких військ Дутова, Анненкова, Енвер-паші.
У червні 1922 — 1930 року — член колегії та начальник Східного відділу ДПУ НКВС РРФСР (ОДПУ при РНК СРСР). Східний відділ ОДПУ об'єднував роботу чекістів на Кавказі, в Туркестані, Башкирській, Татарській і Кримській автономних республіках, Бухарській і Хівінській народних республіках.
Одночасно, з 1923 по листопад 1924 року — член колегії Верховного суду РРФСР.
У кінці 1929 року Петерс керував комісією з чищення співробітників установ Академії наук СРСР. З 259 академіків і членів-кореспондентів були вигнані 71, в основному, учені гуманітарного профілю. Багато хто з них був заарештований у так званій «Академічній справі».
19 грудня 1927 — 26 червня 1930 року — кандидат у члени президії Центральної контрольної комісії ВКП(б). 13 липня 1930 — 26 січня 1934 року — член президії Центральної контрольної комісії ВКП(б).
14 червня 1930 — 16 січня 1934 року — голова Московської обласної контрольної комісії ВКП(б) — робітничо-селянської інспекції.
Одночасно, 14 лютого — 25 лютого 1931 року — заступник голови виконавчого комітету Московської обласної ради та заступник голови Московської міської ради.
У лютому 1934 — листопаді 1937 року — керівник групи легкої промисловості та член Бюро Комісії партійного контролю при ЦК ВКП(б).
26 листопада 1937 року заарештований органами НКВС. Засуджений Воєнною колегією Верховного суду СРСР 25 квітня 1938 року до страти, розстріляний того ж дня. Похований на полігоні «Коммунарка» біля Москви.
3 березня 1956 року реабілітований, 24 квітня 1956 року посмертно відновлений у партії.

## Нагороди
- орден Червоного Прапора

## Кіновтілення
- Едуардс Павулс у радянському історико-пригодницькому фільмі «Змова послів» 1965 року.
- Олег Мокшанцев в історико-революційному кіно «Шосте липня» 1968 року.
- Гіртс Яковлев у радянській біографічній стрічці «Петерс» 1972 року.
- Володимир Семіонічев в історико-революційному фільмі «Бій на перехресті» 1982 року.